# Ragnar Knoph
Ragnar Johan Gyth Knoph, född 24 oktober 1894 i Kristiania (nuvarande Oslo), död 25 december 1938 i Köpenhamn, var en norsk jurist. 
Knoph blev juris kandidat 1916, universitetsstipendiat 1918 och utnämndes 1922 till professor i rättsvetenskap vid Kristiania universitet med åliggande att föreläsa i privat- och sjörätt. Han framträdde som juridisk författare 1921 med Hensiktens betydning for grensen mellem rett og urett, där principiella rättsfrågor upptas till ny diskussion. Särskilt viktig är hans Oversikt over Norges rett (1934, 13:e uppdaterade upplagan 2009). Knoph tilldelades 1936 Fridtjof Nansens belønning for fremragende forskning.